# Великий Романівський (струмок)
Великий Романівський — струмок (річка) в Україні у Перечинському районі Закарпатської області. Права притока річки Шипіт (басейн Дунаю).

## Опис
Довжина струмка приблизно 4,60 км, найкоротша відстань між витоком і гирлом — 3,66  км, коефіцієнт звивистості річки — 1,26 . Формується багатьма струмками.

## Розташування
Бере початок на південних схилах хребта Стіньки. Тече переважно на південний схід понад горою Баковець (338,0 м) і на північно-східній стороні від села Порошково впадає у річку Шипіт, верхню частину річки Тур'ї, лівої притоки річки Уж.

## Цікаві факти
- Від гирла струмка на південній стороні на відстані приблизно 340,7 м пролягає автошлях Т 0712[2] (автомобільний шлях територіального значення у Закарпатській області. Пролягає територією Перечинського та Свалявського районів через Перечин — Сваляву. Загальна довжина — 52,1 км.)